# WC-Reiniger

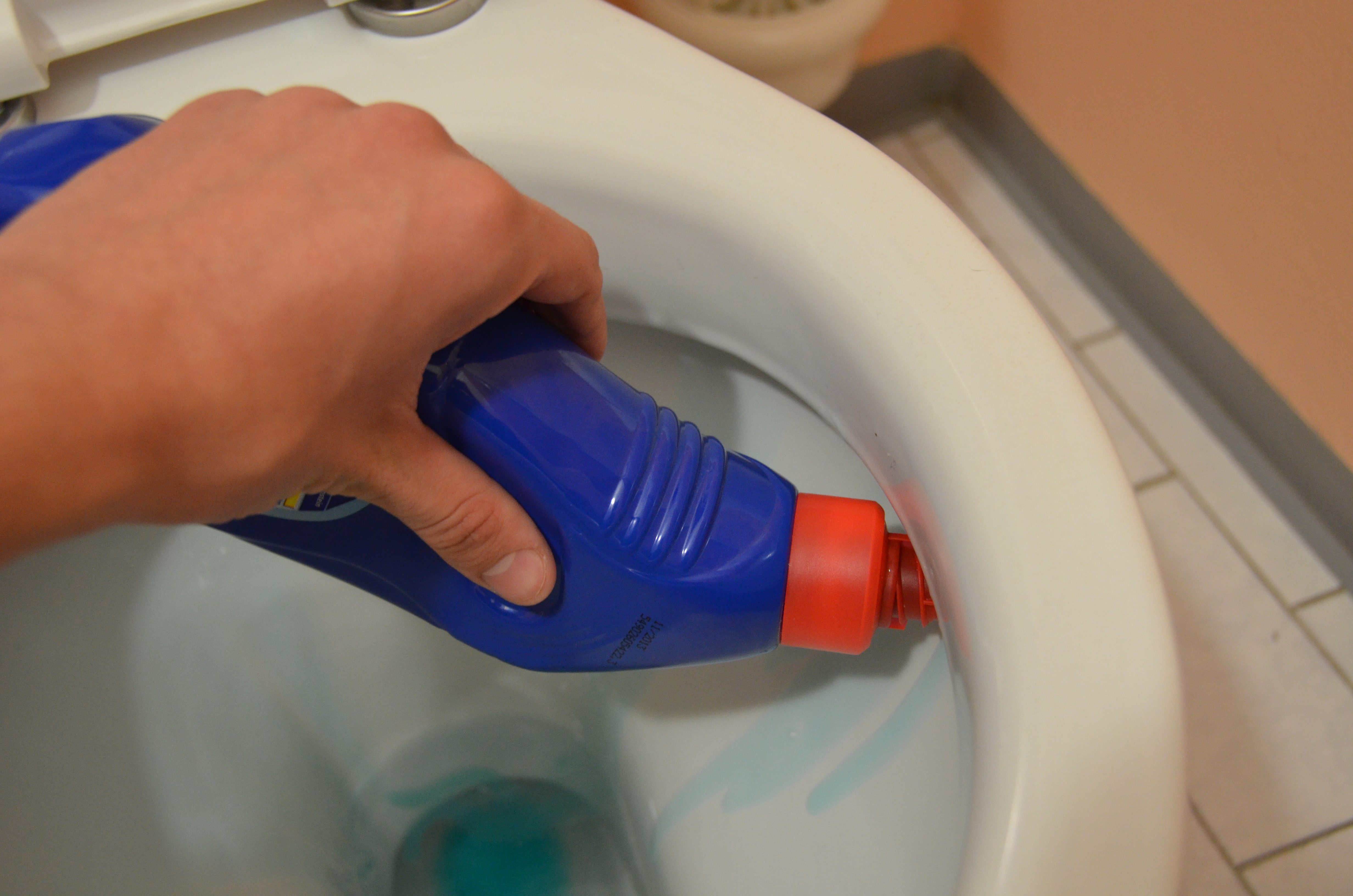
Flüssiger WC-Reiniger bei der Anwendung

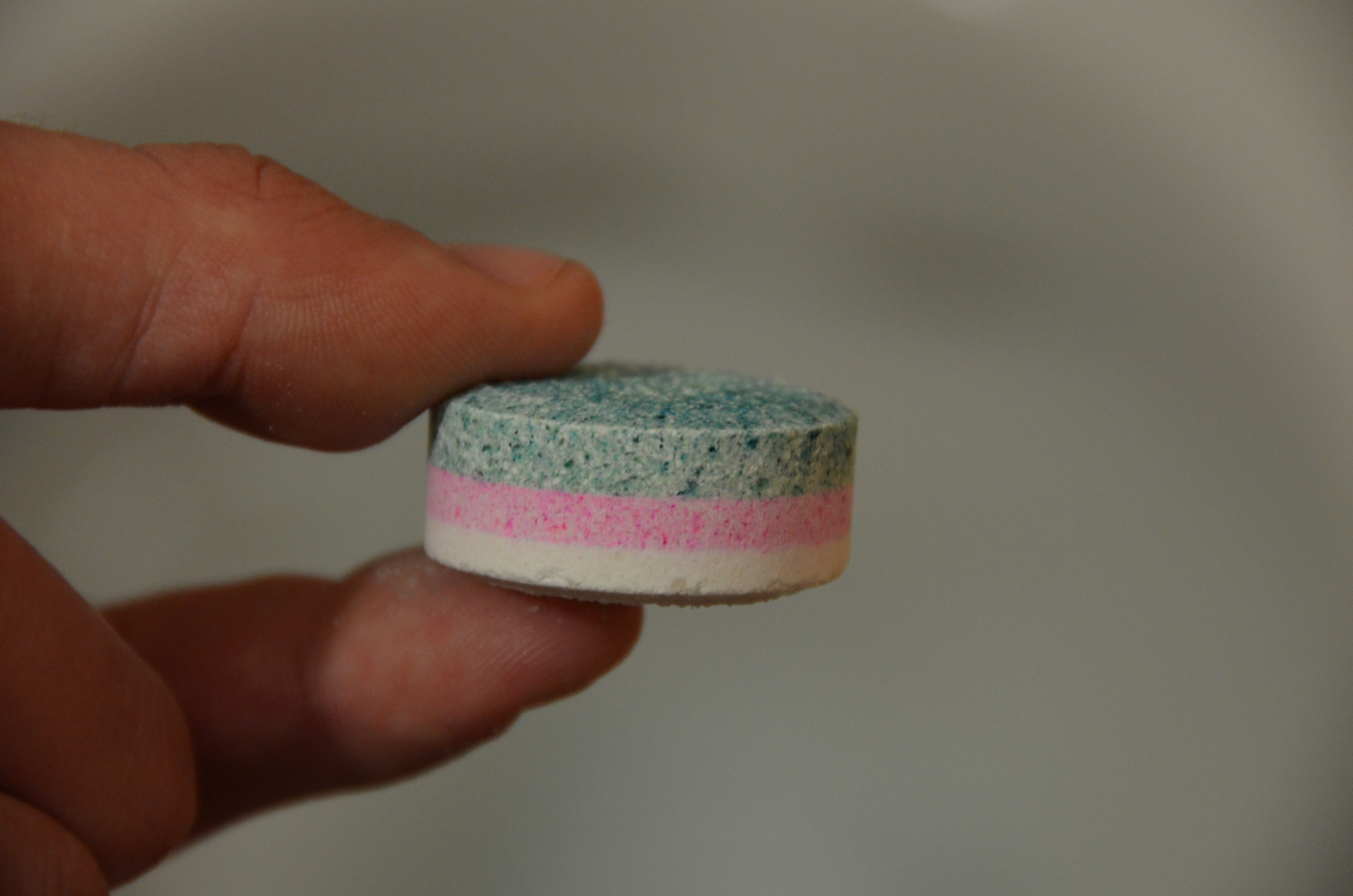
Toilettenreiniger in Form eines Tabs schäumen meistens auf und säubern den WC-Abfluss.

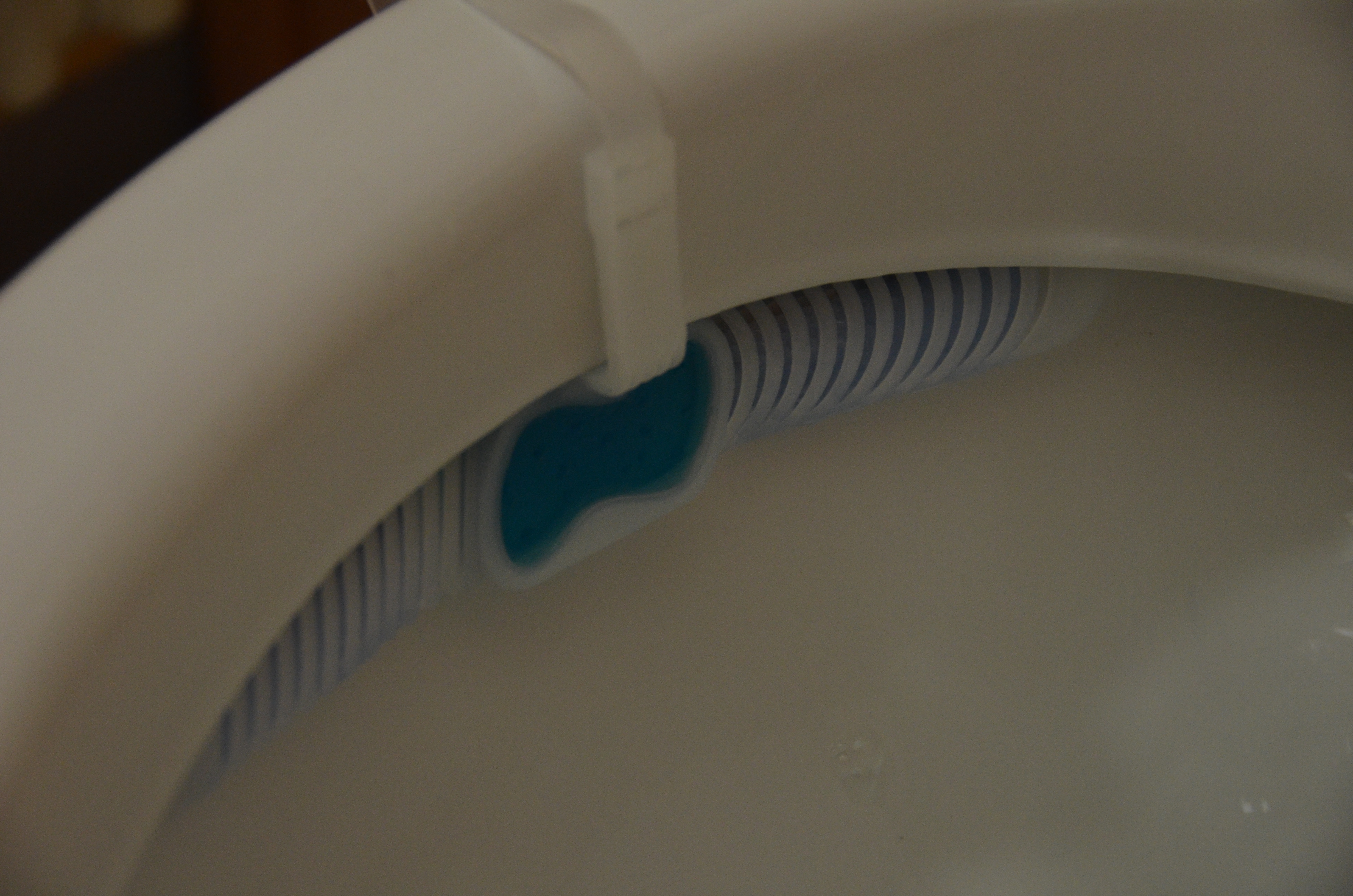
Sogenannte Toilettensteine sollen für einen angenehmen Duft sorgen.

Ein WC-Reiniger oder Toilettenreiniger ist ein saures Reinigungsmittel für Toiletten. Gängige Ausführungen sind in der Lage Urinstein, Kalkablagerungen und andere Verschmutzungen zu entfernen. Ursprünglich waren Toilettenreiniger pulverförmig, mittlerweile sind viele Produkte Flüssigreiniger. Auch Tabs, Schaumreiniger oder Toilettensteine sind im Handel erhältlich. Rechtlich gehören WC-Reiniger in Deutschland wie alle Reinigungsmittel zu den Bedarfsgegenständen.

## Inhaltsstoffe
WC-Reiniger enthalten Säuren und oft auch Tenside, Verdickungsmittel und Duftstoffe. Als Säure kommen zum Einsatz Salzsäure, Salpetersäure, Phosphorsäure oder Schwefelsäure.
Granulatförmige Reiniger enthalten meistens Natriumcarbonat oder Natriumhydrogencarbonat. Dies führt in Verbindung mit Wasser und dem ebenfalls vorhandenen Natriumhydrogensulfat zum Aufschäumen. So können die Reinigungsstoffe auch auf Verschmutzungen oberhalb des Wasserspiegels einwirken.

## Anwendungsgefahren
Ein handelsüblicher WC-Reiniger für Endverbraucher hat einen pH-Wert bei 1 und ist ätzend. Toilettenreiniger ist eines der chemisch aggressivsten Produkte, die sich in vielen Haushalten befinden, und daher häufige Ursache von Haushaltsunfällen. Opfer sind oft kleine Kinder, die WC-Reiniger trinken wollen. Nach Trunk wird durch eine starke Flüssigkeitszufuhr behandelt. Gefährlich ist auch Kontakt mit chlorhaltigen Reinigern, da bei der Kombination lebensgefährliches Chlorgas entsteht. Dies kann zu einem toxischen Lungenödem führen. Ebenso kann der Reiniger die Umgebung der Toilette wie Kunststoffteile (Toilettensitz), Armaturen, kalkgebundene Steine, emaillierte Flächen oder die Zementfugen zwischen Fliesen angreifen.

## Marktentwicklung in Deutschland

### Ursprünge
Als eigene Produktgattung kam WC-Reiniger in den 1950er-Jahren auf den deutschen Markt und löste den bis dahin üblichen Einsatz verdünnter Salzsäure ab. Einer der ersten seiner Gattung war der 00-WC-Reiniger in Pulverform. 1961 brachte die deutsche Henkel-Konzerntochter Thompson nach längerem Zögern das Konkurrenzprodukt bif auf den Markt. Ab den 1970ern folgten Flüssigreiniger, WC-Steine und weitere Reinigungsutensilien für die Toilette.

### Umweltfreundlichkeit als Marktargument
In den 1980ern gerieten WC-Reiniger in die Kritik, da sie das Abwasser zusätzlich belasten und somit nicht als umweltfreundlich gelten können. Das  Umweltbundesamt riet in Broschüren zur sparsamen Verwendung von WC-Reinigern und zu ihrem Ersatz durch Klobürste und Allzweckreiniger. Trotzdem gehört WC-Reiniger zum Inventar des sogenannten Öko-Putzschranks, der zur Beschränkung auf nur sechs Reinigertypen rät. An diesem orientiert sich beispielsweise der Reinigungsmittelhersteller Frosch. Mit einem Marktanteil von 17 % erlangte die Firma Frosch Mitte der 1990er die Marktführerschaft. Ein Versuch, einen WC-Reiniger biofix in den Handel zu bringen, scheiterte, da chemische Substanzen enthalten waren, die sich nicht biologisch abbauen ließen. Bekannt ist die Marke WC-Ente; da dieser Reiniger quartäre Ammoniumverbindungen enthält, wird jedoch empfohlen, ihn nicht zu verwenden.
Nachdem der Markt viele Jahre stabil war, wuchs er durch Innovationen einzelner Wettbewerber. WC-frisch brachte 1998 Reinigungs-Tabs und 2000 Reinigungsschaum. In diesen Jahren stieg das Marktvolumen von 43,5 Millionen Euro im Jahr 1999 auf 56,2 Millionen Euro im Jahr 2001.
Einer repräsentativen Umfrage des Bundesinstituts für Risikobewertung aus dem Jahr 2010 zufolge verwendeten 77 % aller deutschen Haushalte mindestens einmal die Woche einen WC-Reiniger, obwohl 72 % der Verbraucher das als gesundheitlich bedenklich einstuften. Im Jahr 2011 verwendeten 0,98 Millionen Personen in Deutschland nie Bad- oder WC-Reiniger. 8,02 Millionen Menschen benutzen diese Reiniger hingegen täglich und 22,79 Millionen 1-mal wöchentlich.

## Missbrauch
Einige Konsumenten verbotener Substanzen, die etwa zur Erfüllung von Bewährungsauflagen oder bei sonstigen Kontrollen Urinproben abzugeben haben, versuchen diese zu verfälschen, indem sie WC-Reiniger hinzufügen.
Über die Nitriersäure, eine Mischung aus Schwefel- und Salpetersäure können Sprengstoffe wie Trinitrotoluol oder Nitroglycerin hergestellt werden. Auch daher zählt die EU Schwefelsäure in Gemischen mit einem Gehalt von mehr als 15 % und Salpetersäure in Gemischen ab 3 % seit 1. Februar 2021 zu den beschränkten Ausgangsstoffen für Explosivstoffe mit der Folge, dass die Verwendung, der Besitz, die Verbringung und die Abgabe solcher bislang auch als WC-Reiniger erhältlichen Erzeugnisse durch und an Personen verboten ist, die nicht zu beruflichen oder gewerblichen Zwecken handeln; die berufliche oder gewerbliche Zweckbestimmung ist bei Verkauf zu überprüfen und verdächtige Transaktionen sind meldepflichtig.